# Saint-Genès-Champanelle
Saint-Genès-Champanelle é uma comuna francesa na região administrativa de Auvérnia-Ródano-Alpes, no departamento Puy-de-Dôme. Estende-se por uma área de 51,35 km². Em 2010 a comuna tinha 3 746 habitantes (densidade: 73 hab./km²).